# Erebophasma
Erebophasma är ett släkte av fjärilar. Erebophasma ingår i familjen nattflyn.
Kladogram enligt Catalogue of Life:
| Erebophasma | \| \| Erebophasma haematina \| \| \| \| \| \| Erebophasma satanas \| \| \| \| \| \| Erebophasma subvittata \| \| \| \| \| \| Erebophasma vittata \| \| \| \| |
|             | \| \| Erebophasma haematina \| \| \| \| \| \| Erebophasma satanas \| \| \| \| \| \| Erebophasma subvittata \| \| \| \| \| \| Erebophasma vittata \| \| \| \| |
|             | Erebophasma haematina |
|             | |
|             | Erebophasma satanas |
|             | |
|             | Erebophasma subvittata |
|             | |
|             | Erebophasma vittata |
|             | |